# 秃撒合
秃撒合，《史集》作秃思不花，克烈部王汗的孙子，桑昆的儿子。
王汗的义子蒙古部铁木真想要和克烈部联姻，铁木真想为长子朮赤求婚于王汗之女抄儿伯姬，秃撒合也想娶铁木真的女儿火臣别吉，但是后来克烈部偷袭蒙古部，两个部落联盟由合作走向对抗，联姻之事取消。

## 相关文艺作品
金庸小说《射雕英雄传》，称桑昆的儿子为都史，想要求婚的成吉思汗女儿称为华筝。
- 射鵰英雄傳 (1983年電視劇)，李树佳饰都史
- 射鵰英雄傳 (1994年電視劇)，王維德饰都史
- 射鵰英雄傳 (2003年電視劇)，那日苏、赵乐饰都史
- 射鵰英雄傳 (2017年電視劇)，钢德尔、高宇阳饰都史